# Grand Prix Formule 1 van de Verenigde Staten West 1976
De Grand Prix Formule 1 van de Verenigde Staten West 1976 werd gehouden op 28 maart 1976 in Long Beach.

## Uitslag
| Positie | Nr | Rijder             | Team               | Ronden | Tijd/Opgave | Startplaats | Punten |
| ------- | -- | ------------------ | ------------------ | ------ | ----------- | ----------- | ------ |
| 1       | 2  | Clay Regazzoni     | Ferrari            | 80     | 1:53:18.471 | 1           | 9      |
| 2       | 1  | Niki Lauda         | Ferrari            | 80     | + 42.414 s  | 4           | 6      |
| 3       | 4  | Patrick Depailler  | Tyrrell-Ford       | 80     | + 49.972 s  | 2           | 4      |
| 4       | 26 | Jacques Laffite    | Ligier-Matra       | 80     | + 1:12.828  | 12          | 3      |
| 5       | 12 | Jochen Mass        | McLaren-Ford       | 80     | + 1:22.292  | 14          | 2      |
| 6       | 30 | Emerson Fittipaldi | Fittipaldi-Ford    | 79     | + 1 Ronde   | 16          | 1      |
| 7       | 17 | Jean-Pierre Jarier | Shadow-Ford        | 79     | + 1 Ronde   | 7           |        |
| 8       | 22 | Chris Amon         | Ensign-Ford        | 78     | +2 Ronden   | 17          |        |
| 9       | 8  | Carlos Pace        | Brabham-Alfa Romeo | 77     | + 3 Ronden  | 13          |        |
| 10      | 10 | Ronnie Peterson    | March-Ford         | 77     | + 3 Ronden  | 6           |        |
| NC      | 19 | Alan Jones         | Surtees-Ford       | 70     | + 10 Ronden | 19          |        |
| NC      | 28 | John Watson        | Penske-Ford        | 69     | + 11 Ronden | 9           |        |
| NF      | 3  | Jody Scheckter     | Tyrrell-Ford       | 34     | Ophanging   | 11          |        |
| NF      | 16 | Tom Pryce          | Shadow-Ford        | 32     | Aandrijving | 5           |        |
| NF      | 27 | Mario Andretti     | Parnelli-Ford      | 15     | Waterlek    | 15          |        |
| NF      | 11 | James Hunt         | McLaren-Ford       | 3      | Ongeluk     | 3           |        |
| NF      | 34 | Hans Joachim Stuck | March-Ford         | 2      | Ongeluk     | 18          |        |
| NF      | 9  | Vittorio Brambilla | March-Ford         | 0      | Ongeluk     | 20          |        |
| NF      | 7  | Carlos Reutemann   | Brabham-Alfa Romeo | 0      | Ongeluk     | 10          |        |
| NF      | 6  | Gunnar Nilsson     | Lotus-Ford         | 0      | Ophanging   | 8           |        |
| NQ      | 21 | Michel Leclere     | Wolf-Ford          |        |             | 0           |        |
| NQ      | 31 | Ingo Hoffmann      | Fittipaldi-Ford    |        |             | 0           |        |
| NQ      | 35 | Arturo Merzario    | March-Ford         |        |             | 0           |        |
| NQ      | 5  | Bob Evans          | Lotus-Ford         |        |             | 0           |        |
| NQ      | 20 | Jacky Ickx         | Wolf-Ford          |        |             | 0           |        |
| NQ      | 24 | Harald Ertl        | Hesketh-Ford       |        |             | 0           |        |
| NQ      | 18 | Brett Lunger       | Surtees-Ford       |        |             | 0           |        |

## Statistieken
| Pole-position | Clay Regazzoni | Ferrari | 1:23.099 |
| Snelste ronde | Clay Regazzoni | Ferrari | 1:23.076 |

## Noot
- Dit was de vijfde pole position en eerste Grand Slam voor Clay Regazzoni.

Grand Prix Formule 1 van de Verenigde Staten: 1908 · 1910 · 1911 · 1912 · 1914 · 1915 · 1916 · 1959 · 1960 · 1961 · 1962 · 1963 · 1964 · 1965 · 1966 · 1967 · 1968 · 1969 · 1970 · 1971 · 1972 · 1973 · 1974 · 1975 · 1976 · 1977 · 1978 · 1979 · 1980 · 1989 · 1990 · 1991 · 2000 · 2001 · 2002 · 2003 · 2004 · 2005 · 2006 · 2007 · 2012 · 2013 · 2014 · 2015 · 2016 · 2017 · 2018 · 2019 · 2021 · 2022 · 2023 · 2024 · 2025 · 2026

Indianapolis 500: 1950 · 1951 · 1952 · 1953 · 1954 · 1955 · 1956 · 1957 · 1958 · 1959 · 1960

Grand Prix Formule 1 van de Verenigde Staten West: 1976 · 1977 · 1978 · 1979 · 1980 · 1981 · 1982 · 1983

Grand Prix Formule 1 van Las Vegas: 1981 · 1982 · 2023 · 2024 · 2025

Grand Prix Formule 1 van de Verenigde Staten Oost: 1982 · 1983 · 1984 · 1985 · 1986 · 1987 · 1988

Grand Prix Formule 1 van Dallas: 1984

Grand Prix Formule 1 van Miami: 2022 · 2023 · 2024 · 2025 · 2026 · 2027 · 2028 · 2029 · 2030 · 2031